# Something for Everybody
Something for Everybody – trzynasty album Elvisa Presleya wydany 17 czerwca 1961 roku przez RCA Victor Records. Na liście najlepszych albumów magazynu Billboard 200 płyta znalazła się na pierwszym miejscu.

## Historia
Po powrocie Elvisa z wojska w marcu 1960 r. pojawiły się wątpliwości, czy jego dalsza kariera potoczy się równie błyskotliwie, jak w latach 50. Jednak wydane w tym samym roku trzy single i album Elvis Is Back!, który dotarł do drugiego miejsca listy najlepszych albumów, potwierdziły jego silną pozycję na rynku muzycznym. Podobnie było z płytą G.I. Blues, która była ścieżką dźwiękową z filmu Żołnierski blues i znalazła się na pierwszej pozycji najlepszych albumów.
Rok później Elvis nagrał kolejne trzy albumy, które również odniosły wielki sukces, a jednym z nich był Something for Everybody. Pod naciskami wytwórni, 12 marca 1961 roku Elvis przybył do Studia B w Nashville, gdzie w ciągu jednej dwunastogodzinnej sesji nagrał jedenaście utworów oraz singiel I Feel So Bad. Początkowo miał być on dodany na płytę jako dwunasta piosenka, jednak Elvis zdecydował, że jako singiel będzie on promował film Dzikus z prowincji. Z kolei utwór I Slipped, I Stumbled, I Fell, który pojawił się w filmie ale nie został wydany, dodano na płytę jako dwunastą kompozycję.
13 lipca 1999 r. na płycie CD ukazało się rozszerzone wydanie albumu, na którym znalazło sześć dodatkowych utworów, nagranych przez Elvisa w 1961 r.

## Muzycy
1. Elvis Presley – wokal i gitara
2. Millie Kirkham – akompaniament
3. The Jordanaires – akompaniament
4. Boots Randolph – saksofon
5. Scotty Moore – gitara elektryczna
6. Hank Garland – gitara elektryczna
7. Tiny Timbrell – gitara elektryczna
8. Jerry Kennedy – gitara elektryczna
9. Neal Matthews – gitara elektryczna
10. Jimmie Haskell – akordeon
11. Floyd Cramer – pianino, organy
12. Dudley Brooks – pianino
13. Gordon Stoker – pianino
14. Bob Moore – gitara basowa
15. Meyer Rubin – gitara basowa
16. D.J. Fontana – perkusja
17. Buddy Harman – perkusja

## Lista utworów

### Strona A
| Utwór | Data nagrania | Tytuł             | Autor                            | Czas trwania |
| ----- | ------------- | ----------------- | -------------------------------- | ------------ |
| 1.    | 30.10.1960    | There’s Always Me | Don Robertson                    | 2:16         |
| 2.    | 12.03.1961    | Give Me the Right | Fred Wise i Norman Blagman       | 2:32         |
| 3.    | 12.03.1961    | It's a Sin        | Fred Rose i Zeb Turner           | 2:39         |
| 4.    | 12.03.1961    | Sentimental Me    | James T. Morehead i James Cassin | 2:31         |
| 5.    | 12.03.1961    | Starting Today    | Don Robertson                    | 2:03         |
| 6.    | 12.03.1961    | Gently            | Murray Wisell i Edward Lisbona   | 2:15         |

### Strona B
| Utwór | Data nagrania | Tytuł                         | Autor                                 | Czas trwania |
| ----- | ------------- | ----------------------------- | ------------------------------------- | ------------ |
| 1.    | 12.03.1961    | I'm Comin' Home               | Charlie Rich                          | 2:20         |
| 2.    | 12.03.1961    | In Your Arms                  | Aaron Schroeder i Wally Gold          | 1:50         |
| 3.    | 12.03.1961    | Put the Blame On Me           | Fred Wise, Kay Twomey, Norman Blagman | 1:57         |
| 4.    | 12.03.1961    | Judy                          | Teddy Redell                          | 2:10         |
| 5.    | 12.03.1961    | I Want You With Me            | Woody Harris                          | 2:13         |
| 6.    | 08.11.1960    | I Slipped, I Stumbled, I Fell | Fred Wise i Ben Weisman               | 1:35         |